# Gałęzów (Lublin)
Gałęzów [pronunciación en polaco: /ɡaˈwɛ̃zuf/] es un pueblo ubicado en el municipio de Żbarroź, en el distrito de Chełm, voivodato de Lublin, Polonia. Según el censo de 2011, tiene una población de 3 habitantes.
Está situado aproximadamente 12 kilómetros al noreste de Żbarroź, 24 kilómetros al este de Chełm, y 88 kilómetros al este de la capital regional, Lublin.